# Marsum

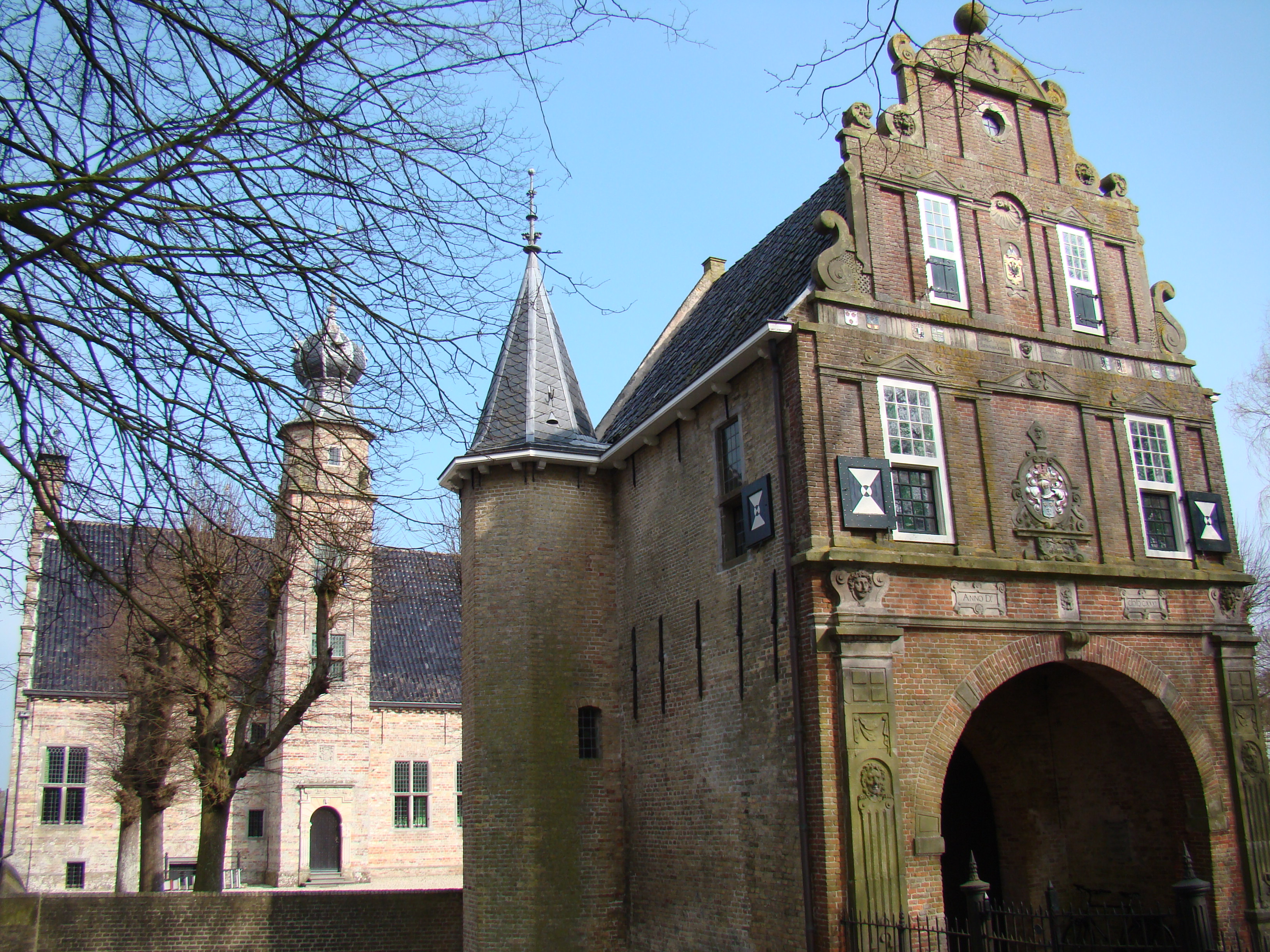
Marsum: il castello Popta

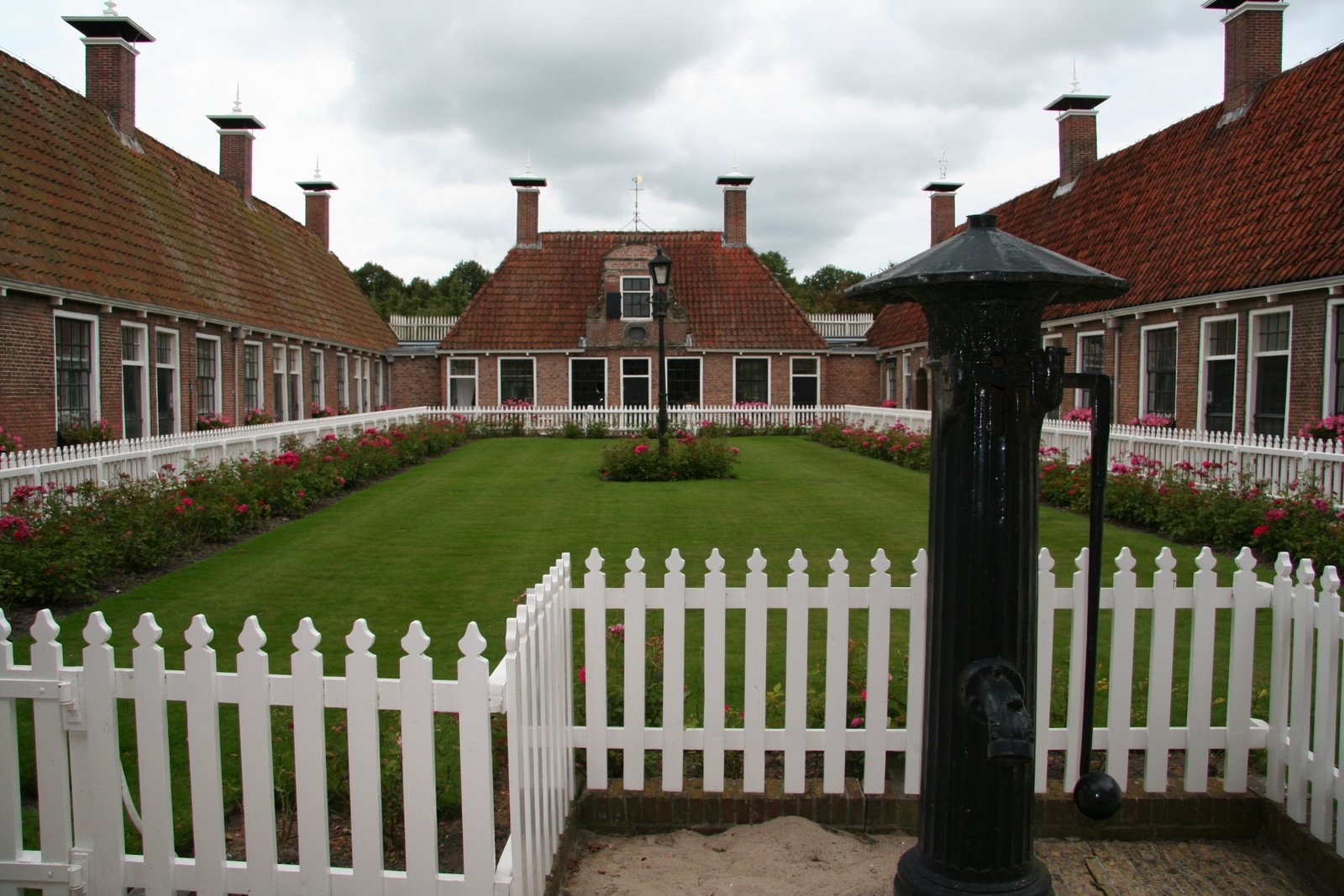
Marsum: la Popta-Gasthuis

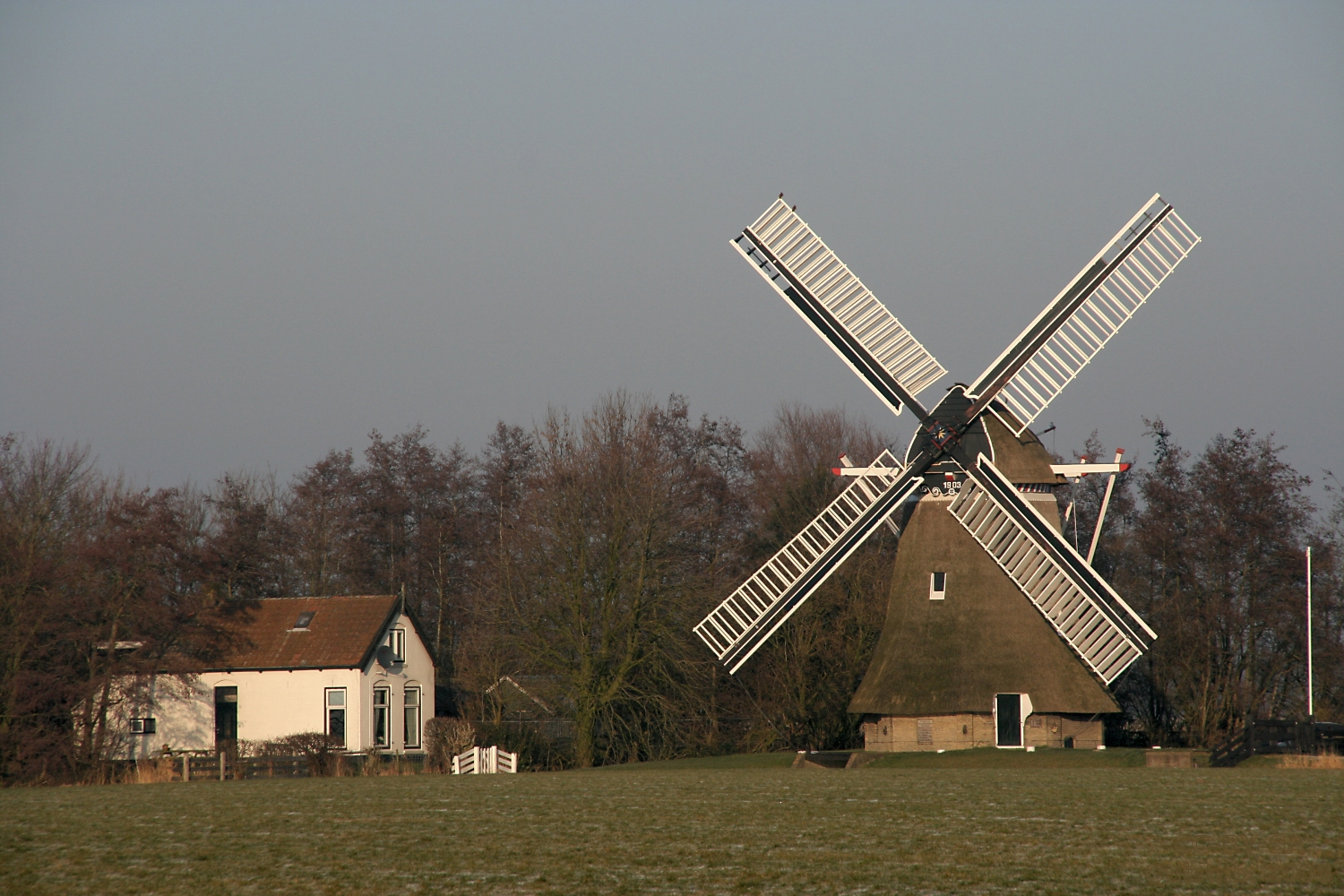
Il mulino di Marsum (Marsumermolen)

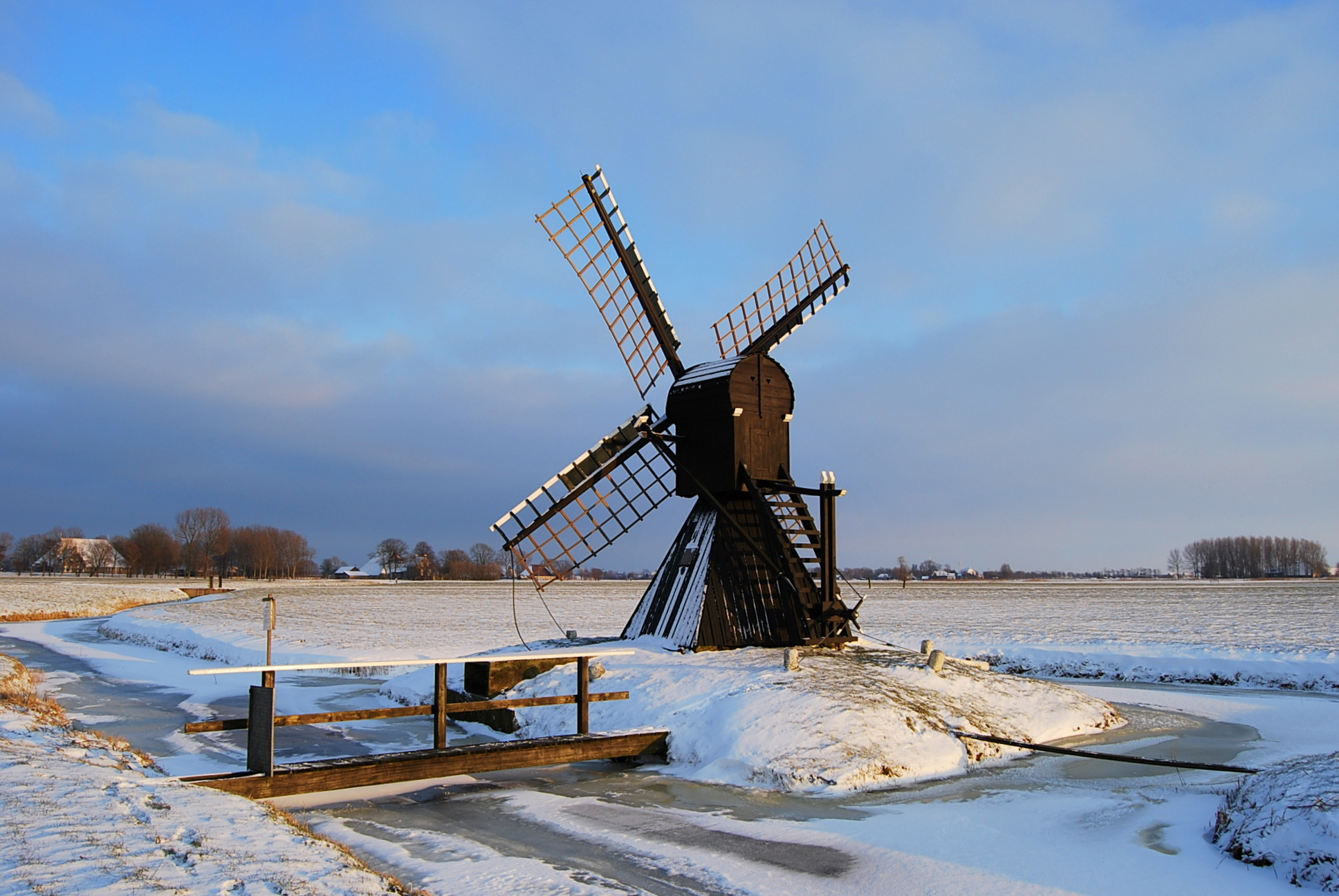
Marsum: il mulino Terpzigt

Marsum (in olandese: Marssum))  è un villaggio (dorp) di circa 1 000 abitanti del nord-est dei Paesi Bassi, facente parte della provincia della Frisia (Friesland) e della municipalità di Waadhoeke (fino al 2017 faceva parte della municipalità soppressa di Menameradiel).

## Geografia fisica
Marsum si trova nella vicinanze di Leeuwarden (città situata ad est del villaggio), ad est di Menaam e Dronryp.
Il villaggio occupa una superficie di 7,38 km², di cui 0,14 km² sono costituiti da acqua.

## Origini del nome
Il toponimo Marsum, attestato per la prima volta in questa forma nel 1471 e anticamente come Mersum (1335) (X-XI secolo), deriva dal termine *marishaim, che significa "centro abitato sull'acqua".

## Storia
I primi insediamenti in loco risalgono almeno al 200 d.C.
La località è menzionata per la prima volta (come Mersum) nel 1335.
Nel 1739, il villaggio contava 339 abitanti.

## Monumenti e luoghi d'interesse
Marsum vanta 11 edifici classificati come rijksmonument.

### Architetture religiose

#### Chiesa di San Ponziano
Principale edificio religioso di Marsum è la chiesa di San Ponziano (Sint-Pontanuskerk), le cui origini risalgono al XII secolo e che presenta un campanile del XV secolo.

### Architetture civili

#### Castello Popta
Principale monumento d'interesse di Marsum è il castello Popta (Poptaslot), costruito probabilmente tra il 1512 e il 1525 come stins per la famiglia Heringa (per questo noto anche come Heringastate) su progetto di Sasker van Camstra e in seguito (dal 1687) di proprietà della famiglia Popta.

#### Popta-Gasthuis
Altro edificio d'interesse è la Popta-Gasthuis, un hofje risalente al 1711-1713.

#### Mulino di Marsum
Altro edificio d'interesse è il mulino di Marsum (Marssumermolen), un mulino a vento, risalente al 1903.

#### Mulino Terpzigt
Altro mulino a vento di Marsum è il mulino Terpzigt, che risale al 1888 e restaurato nel 1981.

## Società

### Evoluzione demografica
Al censimento del 2021, Marsum contava una popolazione pari a 1 045 abitanti.
La popolazione al di sotto dei 16 anni era pari a 140 unità, mentre la popolazione dai 65 anni in su era pari a 180 unità.
Negli anni precedenti, il dato è oscillato dai 1 080 abitanti del 2013 ai 1 045 abitanti del 2021.

## Geografia antropica

### Suddivisioni amministrative
Buurtschappen
- Ritsumasyl

## Cultura

### Eventi
- Marsumer Merke (seconda settimana di settembre)[2]